# Medley
Als Medley (englisch für ‚Mischung‘, ‚Gemisch‘) bezeichnet man in der Musik ein Musikstück, das aus mehreren Teilen verschiedener selbständiger Kompositionen zusammengesetzt ist und bei dem die einzelnen Teile fließend ineinander übergehen. Der Anglizismus stammt aus der englischen Renaissancemusik; im Fitzwilliam Virginal Book ist ein solches Stück als A Medley unter dem Namen William Byrds überliefert.
Die künstlerische Zusammenstellung ist dabei oftmals thematischer Natur: Es werden etwa ausgewählte Stücke eines einzelnen Interpreten/Komponisten zusammengestellt oder es wird künstlerübergreifend nach stilistischen (etwa der Musikrichtung) und inhaltlichen Kriterien ausgewählt. Zudem können auch einem bestimmten Themenkreis zuzuordnende Titel miteinander verbunden werden. Auch eine Kombination dieser Konzepte ist möglich. Musikalisch können die verschiedenen Lieder des Medleys in derselben Tonart und im selben Tempo sein oder es erfolgt eine Modulation von einer in die andere Tonart oder ein Tempowechsel.

## Abgrenzung
„Medley“ und „Potpourri“ werden oft synonym gebraucht. Teilweise wird allerdings auch eine Differenzierung dahingehend vorgenommen, dass die Übergänge beim Medley weicher seien als beim Potpourri. Wieder andere sehen die Bezeichnungen zwar als im Wesentlichen synonym an, meinen jedoch, der Begriff „Medley“ verweise eher auf Arrangements populärer Melodien aus dem Bereich der Unterhaltungsmusik.
Bei der musikalischen Collage handelt es sich im Gegensatz zum Medley/Potpourri um eine lose Zusammenstellung unterschiedlicher Elemente, wobei die fehlenden Übergänge und die damit verbundenen Klangreibungen bewusst vom Komponisten der Collage beabsichtigt sind. Mithin beschränkt sich der Inhalt einer Collage ausschließlich auf präexistente Materialien.

## Beispiele
Bekannte Beispiele sind Aquarius/Let the Sunshine In von den Fifth Dimension aus dem Jahre 1969, eines der erfolgreichsten Medleys der Popmusik, Just A Gigolo / I Ain’t Got Nobody von Louis Prima oder Somewhere over the Rainbow / What a Wonderful World von Israel Kamakawiwoʻole.  Außerdem sind zu nennen Jive Bunny & the Mastermixers (Glen-Miller-Medley; 1989) oder Weird Al Yankovic (Hot Rocks Polka; 1989). Die erfolgreichste und populärste Medley-Serie war das niederländische Projekt Stars on 45, das ab März 1981 auf insgesamt elf Singles neuproduzierte Hits im Discosound zusammenfügte; die erste Single der Serie entwickelte sich weltweit zum Millionenseller.
Auch im Bereich der Schlagers werden oft Medleys gespielt; Beispiele hierfür sind die Medleys von James Last (Non Stop Dancing ab 1965) oder Die längste Single der Welt von Wolfgang Petry (1996). Ein Beispiel für ein Medley im Metalbereich ist der Titel Imaginaerum von Nightwish, der aus allen Stücken des gleichnamigen Albums zusammengeschrieben wurde.

## Urheberrecht
Medleys können als Bearbeitungen urheberrechtlichen Schutz genießen.